# Гігрофіла
Гіґрофіла (Hygrophila) — рід дводольних квіткових рослин родини акантові.

## Опис
Однорічні або багаторічні трав'янисті рослини, що часто ростуть у воді або на перезволоженому ґрунті. Листя сидяче або з коротким черешком. Край листа цілісний, зубчастий, рідко хвилястий. Квітки сидячі. Чашолисток5-членний. Віночок трубчастий. Тичинок 2 чи 4. Насіння дископодібне, покрите довгими слизовими волосками.

## Види
У світовій флорі налічують від 46 до 100 видів, у тому числі:
- Hygrophila abyssinica T.Anderson 1863
- Hygrophila acinos (S.Moore) Heine 1972
- Hygrophila acutangula Nees ex Mart. 1841
- Hygrophila acutisepala Burkill 1899
- Hygrophila auriculata
- Hygrophila corymbosa
- Hygrophila ladoa Sinning
- Hygrophila difformis
- Hygrophila polysperma
- Hygrophila quadrivalvis

## Галерея

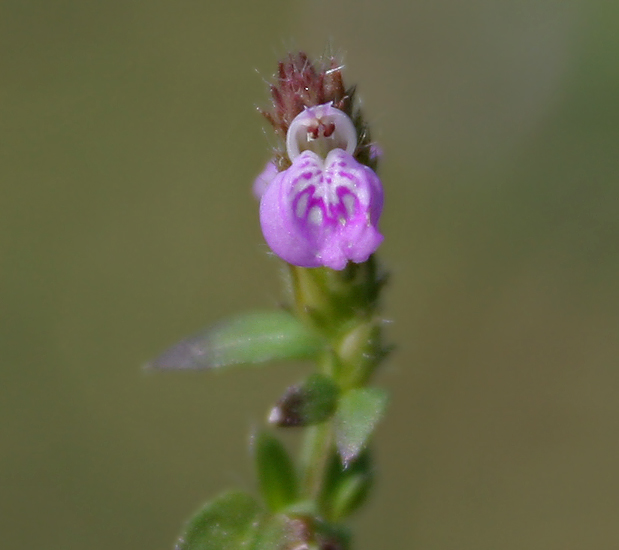
Hygrophila serpyllum(інші мови) у Гайдарабаді.
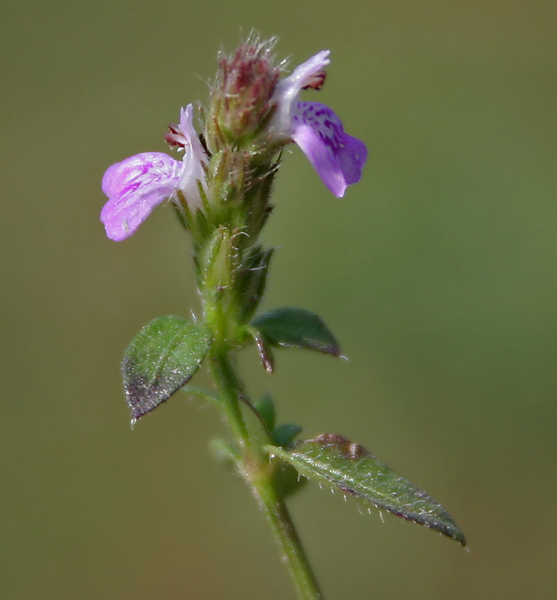
Hygrophila serpyllum(інші мови) у Гайдарабаді.
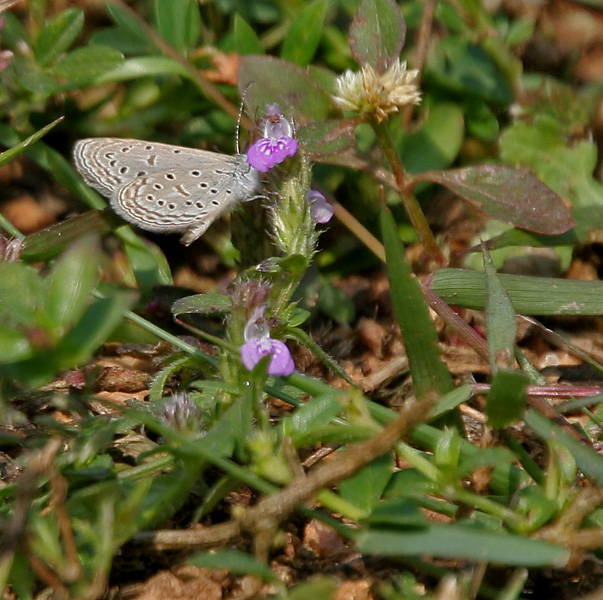
Hygrophila serpyllum(інші мови) у Гайдарабаді.
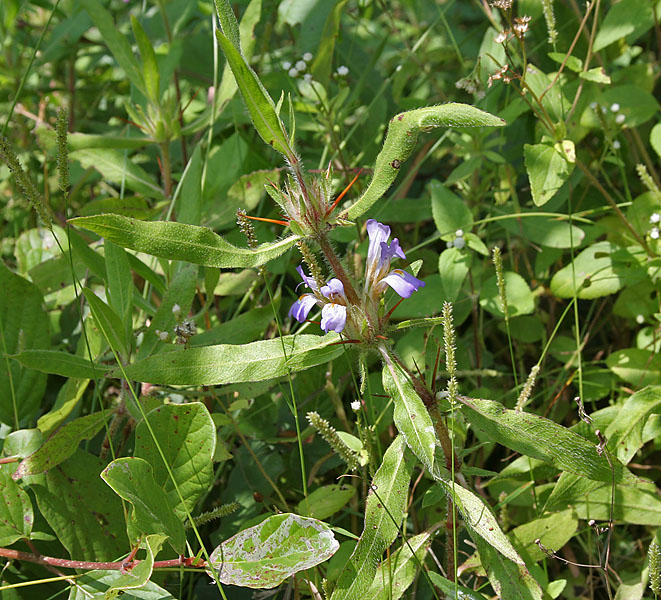
Hygrophila schulli(інші мови), Нарсапур, округ Медак(інші мови), Індія.
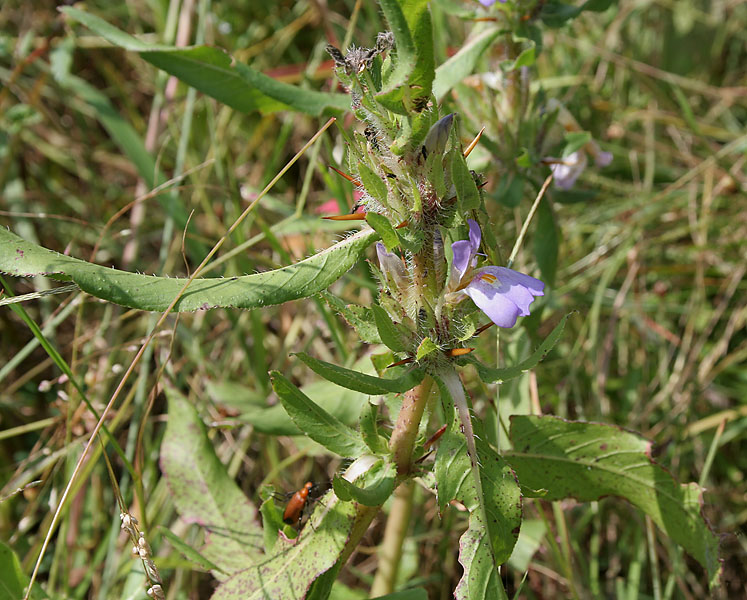
Hygrophila schulli(інші мови), Нарсапур, округ Медак, Індія.
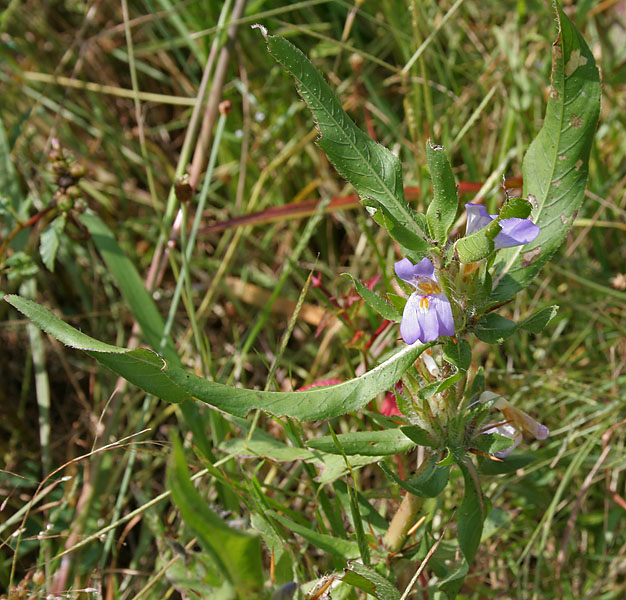
Hygrophila schulli(інші мови), Нарсапур, округ Медак, Індія.
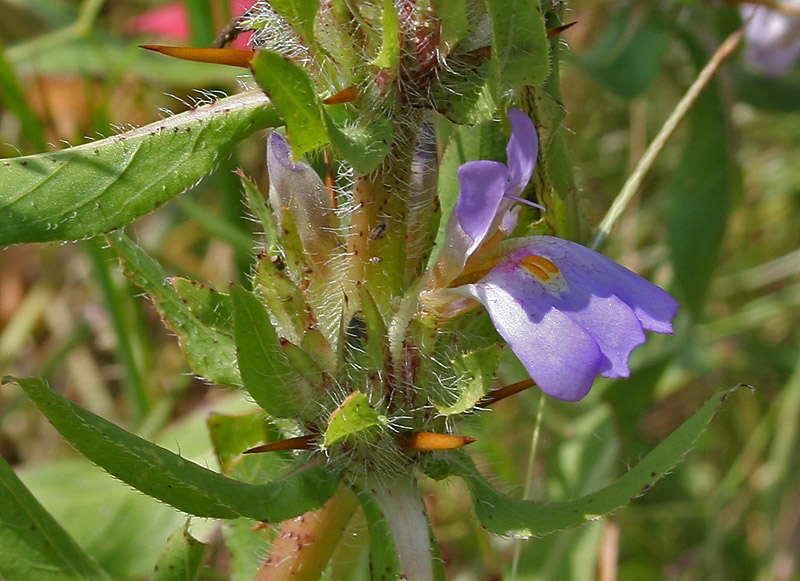
Hygrophila schulli, Нарсапур, округ Медак, Індія.
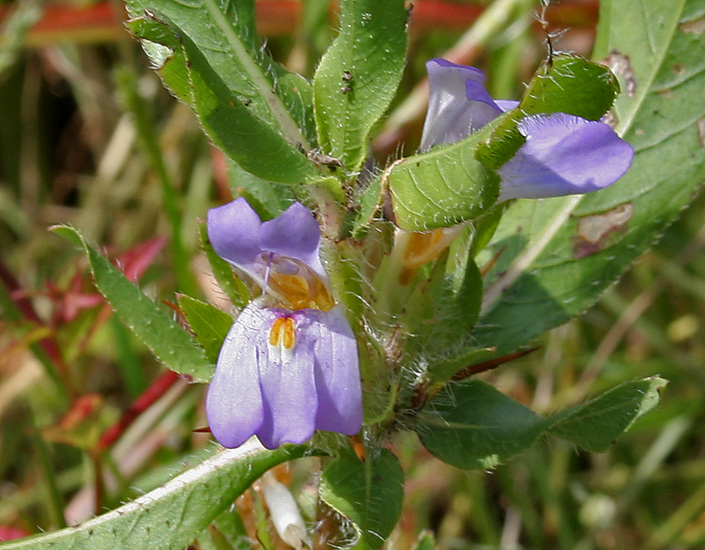
Hygrophila schulli, Нарсапур, округ Медак, Індія.
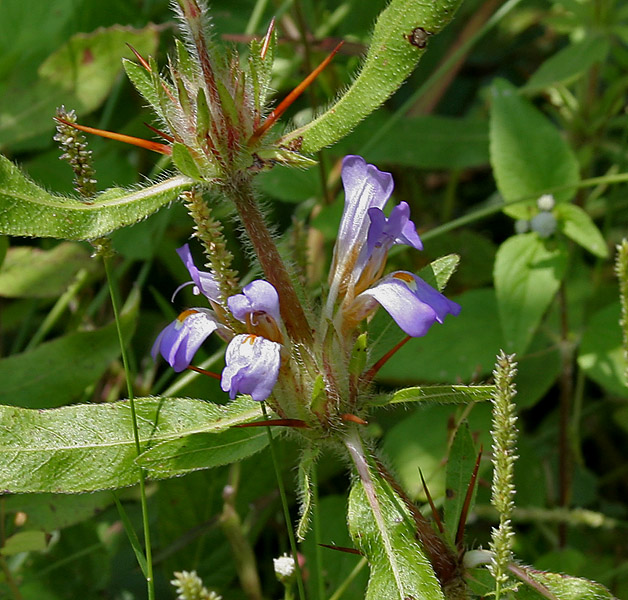
Hygrophila schulli, Нарсапур, округ Медак, Індія.
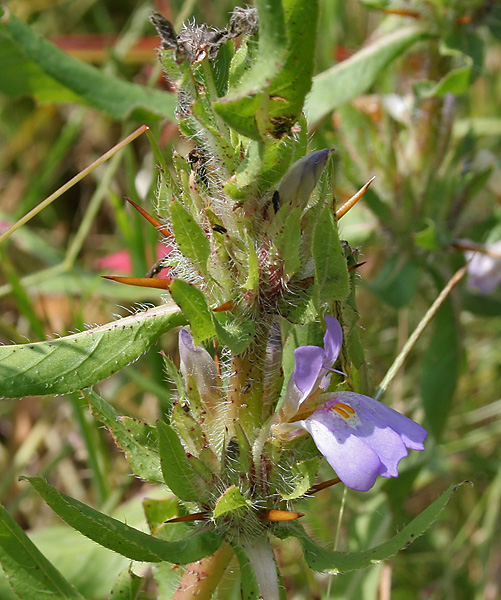
Hygrophila schulli, Нарсапур, округ Медак, Індія.
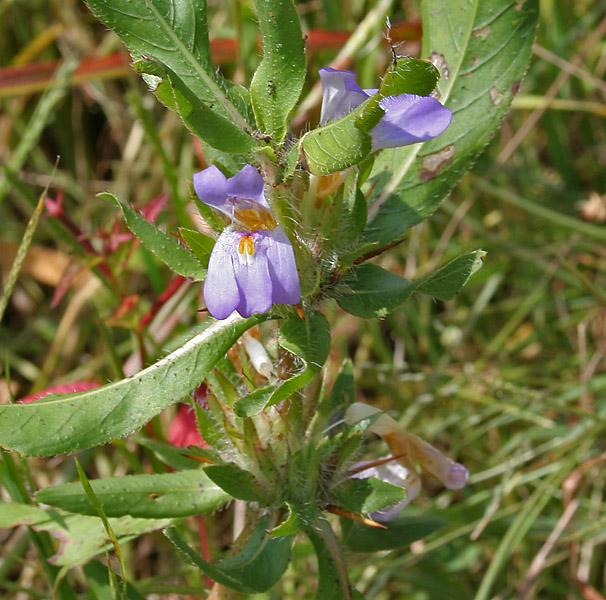
Hygrophila schulli, Нарсапур, округ Медак, Індія.

## Поширення
Представники роду зустрічаються у тропічних та субтропічних регіонах по всій земній кулі.